# 1000BASE-T

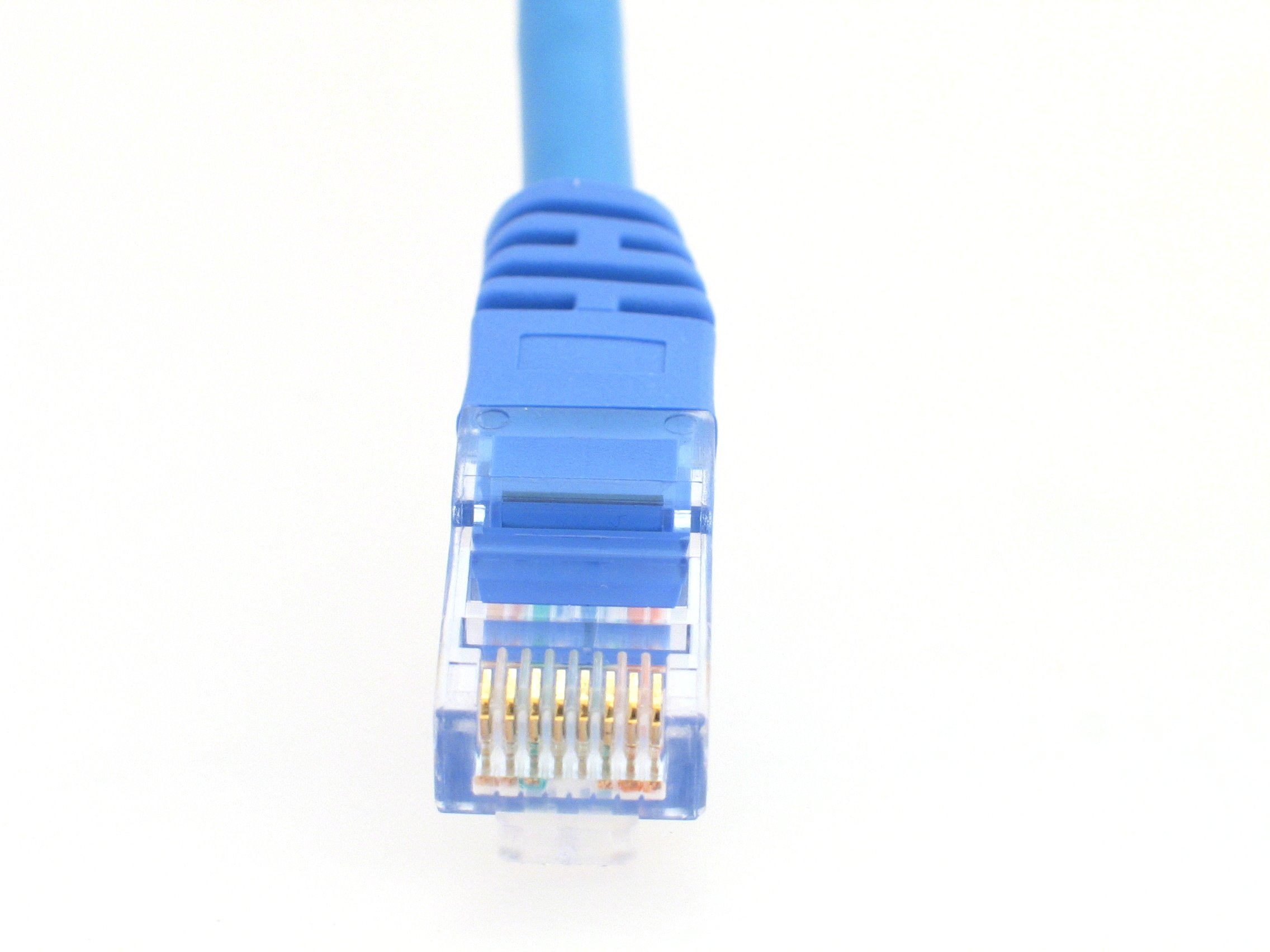
Connecteurs RJ-45 servant à la connexion des réseaux informatiques.

La norme 1000BASE-T, aussi appelée Gigabit Ethernet, est une évolution de l’Ethernet classique. Elle autorise des débits de 1 000 Mbit/s sur 4 paires de fils de cuivre de catégorie 5e ou supérieure (utilisation de connecteurs RJ45), sur une longueur maximale de 100 m.
1000BASE-T utilise chacune des 4 paires torsadées en mode full duplex, chaque paire transmettant 2 bits par baud, à l’aide d’un code à 5 moments, soit un total de 1 octet par top d’horloge sur l’ensemble des 4 paires, dans chaque sens.
Ce standard est compatible avec 100BASE-TX et 10BASE-T, il assure la détection automatique des vitesses d’envoi et de réception utilisées. Cela permet un fonctionnement sans switch, en mode « point à point ».